# Відносини Іспанії та Великої Британії
Відносини Іспанії та Великої Британії, які також називають іспансько-британськими — двосторонні міжнародні відносини між Іспанією та Великою Британією.

## Історія
Історія іспано-британських відносин ускладнюється політичною спадщиною двох країн. Ні Велика Британія, ні Іспанія не мають унікального конституційного предка; Британія спочатку була створена союзом королівств Англії та Шотландії (а згодом до них приєдналася Ірландія), тоді як Іспанське королівство було  союзом королівств Кастилії та Арагону.

### Англо-португальський союз
Протягом століть роль Англії, а згодом і Великої Британії в Іберії визначалася англо-португальським союзом. Відносини з Португалією завжди були тіснішими, ніж з Іспанією, а Іспанія та Велика Британія двічі воювали за незалежність Португалії.
У 1384 р., в розпал Столітньої війни, Англія надала підкріплення королю Жоао I, щоб зірвати вторгнення кастильців, підтримане французами. Ці сили зіштовхнулися у вирішальній битві при Альжубарроті і виявилися життєво важливими для забезпечення подальшої незалежності Португалії від її більших сусідів.
Альянс занурився в кризу, коли Португалія підтримала Жанну Кастильську замість тітки Ізабелли I Кастильської під час війни за спадщину Кастилії 1474–1479 рр., оскільки Франція також підтримала кандидатуру Жанни. У наступні роки англійці співпрацювали з католицькими монархами — Родріго Гонсалес де ла Пуебла був відправлений до Лондона у статусі напівпостійного посла, їхня дочка Катаріна Арагонська вийшла заміж за синів Генріха VII Артура та Генрі, а  невелика група англійських солдатів воювала на кастильській стороні під час завоювання Гранади. Проте боротьба Англії Єлизавети I проти Іспанського Філіпа II у шістнадцятому столітті призвела до відновлення англійської підтримки португальського руху за незалежність, що розпочався в 1640 р. коронацією короля Португалії Жоао IV. Підтримка Англією Португалії під час війни за відновлення ще більше погіршила англо-іспанські відносини.

### XVII ст
У квітні 1655 року англійці безуспішно напали на Санто-Домінго. Проте експедиція змогла здійснити успішне вторгнення на Ямайку наступного місяця. Іспанці двічі намагалися відвоювати острів, але обидва рази (1657 і 1658)  зазнали поразки. Острів був перетворений в англійську колонію, але все ще представляв загрозу з боку іспанців.
У 1657 р. Англія уклала союз із Францією, об'єднавши англо-іспанську війну з великою франко-іспанською війною, яка спричинила завоювання Дюнкерка. Хоча англо-іспанська війна була припинена після поновлення короля Карла II у 1660 р., жоден договір не був підписаний. Тоді Англія надала повну підтримку португальцям у 1662 році, які боролися за свою незалежність. Окрім цього, напруженість у Карибському басейні зберігалася на Ямайці (володінні Англії).
Конфлікт офіційно закінчився двома мирними договорами, які були підписані в Мадриді в 1667 і 1670 роках, обидва з яких були сприятливими для Англії. Іспанці остаточно передали Ямайку.

### Семирічна війна
Семирічна війна тривала між 1756–1763 рр., охопивши Пруссію, Велику Британію та Ганновер проти Австрії, Франції, Росії, Швеції та більшості менших держав Німеччини. Пізніше в 1761 р. Іспанія була втягнута в конфлікт на боці Франції.  Іспанія погодилася напасти на союзника Великої Британії Португалію і таким чином вторглася в 1762 р., що закінчилося катастрофою. Столиці іспанської Східної та Вест-Індії — Маніла та Гавана, відповідно, були захоплені британцями. Після Паризького договору 1763 року Гавана і Маніла були повернуті в обмін на те, що Іспанія передала Флориду Великій Британії.

### Війна за незалежність США
Сподіваючись помститися британцям за їх поразку під час Семирічної війни, Франція запропонувала підтримку повсталим американським колоністам, які прагнули незалежності від Великої Британії під час американської війни за незалежність, і в 1778 році вступила у війну на їхньому боці. Потім вони закликали Іспанію зробити те саме, сподіваючись, що об’єднані сили будуть достатньо сильними, щоб подолати британський королівський флот і мати можливість вторгнення в Англію. У 1779 р. Іспанія долучилася до війни, сподіваючись скористатися істотно ослабленою Великою Британією. Добре організовані сили під керівництвом Бернардо де Гальвеса, що діяли з іспанської Луїзіани, здійснили ряд атак у британських колоніях в Карибському басейні та Мексиканській затоці, які вони з відносною легкістю відстояли проти слабких британських гарнізонів і планували експедицію проти Ямайки, коли був оголошений мир в 1783 році.
У Європі союзники Великої Британії Австрія та Португалія залишались нейтральними. Через це в континентальній Європі практично не було жодних військових дій, окрім Великої облоги Гібралтару. 
На відміну від своїх французьких союзників (для яких війна в основному виявилася катастрофою, у фінансовому та військовому плані) іспанці досягли низки територіальних переваг, отримавши Флориду та Менорку. Незважаючи на це, для іспанців були зловісні ознаки, оскільки об'єднані французький та іспанський флоти не змогли оволодіти морями, а також провалились у двох своїх ключових цілях — повернення Гібралтару та вторгнення до Великої Британії.

### Наполеонівські війни
На початку наполеонівських війн Іспанія знову опинилася в союзі з Францією. Британські спроби захопити частини іспанської колоніальної імперії були безуспішними і включали невдачі в Буенос-Айресі, Монтевідео, Пуерто-Рико та Канарських островах.
Наполеон переїхав до Іспанії в 1807 році, сподіваючись, що французький контроль над Іберією полегшить війну з Великою Британією. Він намагався змусити Португалію прийняти континентальну систему і посадити свого брата на іспанський престол. В результаті британці та більшість іспанців опинились на одній стороні, об'єднавшись проти французького вторгнення. Об'єднана британсько-іспансько-португальська армія під командуванням герцога Веллінгтона врешті-решт витіснила французів з Іспанії під час  півострівної війни, яку іспанці називають війною за незалежність.

## Королівські шлюби
- Елеонора Англійська та Альфонсо VIII Кастильський
- Річард I Левове серце та Беренгарія Наварська
- Едуард I Довгоногий та Елеонора Кастильська
- Джон Гонт, 1-й герцог Ланкастер, і Констанція Кастильська
- Катерина Ланкастерська та Енріке III
- Генріх IV  та Жанна Наваррська
- Артур, принц Уельський, і Катерина Арагонська
- Генріх VIII  та Катерина Арагонська
- Марія I Тюдор та Філіпп II
- Вікторія Євгенія Баттенбергська та Альфонсо XIII

## Збройні конфлікти
- Війни між англійцями та іспанцями:
- Війна за іспанську спадщину (1702–1713)
- Війна королеви Анни (1702–1713)
- Війна Четверного союзу (1718–1720)
- Англо-іспанська війна 1727–1729 років
- Війна за вухо Дженкінса (1739–1742), яка згодом об’єдналася у війну за австрійську спадщину (1740–1748)
- Англо-іспанська війна 1761–1763 років була частиною Семирічної війни
- Англо-іспанська війна 1779–1783 рр. Була частиною американської війни за незалежність
- Англо-іспанська війна 1796–1807 років була частиною Французьких революційних воєн та наполеонівських війн

## Сучасні дні
В даний час Іспанія та Велика Британія підтримують дуже добрі відносини, обидві є членами НАТО, ОЕСР. Вони мають багато спільних законів, що стосуються членства в ЄС у випадку Іспанії та підпорядкування законодавству ЄС у випадку Сполученого Королівства. Однак є декілька проблем, які дещо напружують відносини. Деякі з них перелічені нижче.

### Гібралтар
Статус Гібралтару є основною суперечкою у відносинах між двома країнами, починаючи з конфліктів на початку 18 століття. Офіційним статусом Гібралтару є статус британської заморської території. Захоплений голландськими та британськими військами в 1704 р. іспанський король передав територію Великої Британії в 1713 р. за умовами статті X Утрехтського договору. На двох референдумах, що відбулись у вересні 1967 року та листопаді 2002 року, жителі Гібралтару відхилили пропозицію про передачу суверенітету Іспанії. На референдумі 2002 року було запропоновано ідею спільного суверенітету, яка на одному етапі навіть була підтримана урядом Великої Британії.
У 2008 році 4-й комітет ООН відхилив твердження про те, що спірне питання щодо суверенітету впливає на самовизначення, яке було основним правом людини. У період з січня по листопад 2012 року було зафіксовано близько 200 вторгнень іспанських суден у води Гібралтару, на відміну від 23 у 2011 році та 67 у 2010 році.
Напруженість в питанні щодо Гібралтару по-різному сприймалася двома країнами. За словами колишнього прем'єр-міністра Іспанії Феліпе Гонсалеса, "для британців Гібралтар — це як відвідування стоматолога раз на рік, аби поговорити про це, коли ми зустрічаємося. Для нас же це камінець у взутті на цілий день".

### Суперечка про риболовлю
Нещодавно між Сполученим Королівством та Іспанією було декілька суперечок щодо прав на риболовлю, особливо щодо Спільної рибної політики Європейського Союзу. На сьогоднішній день[коли?] великий іспанський риболовецький флот проводить більшу частину риболовлі за межами Іспанії, аж до Канади та Намібії. Тим не менше, значна частина прибутків йде саме від риболовлі у водах північної Європи, особливо біля Великої Британії та Ірландії. Під час дискусій щодо зменшення запасів риби у Сполученому Королівстві це спричинило напружені відносини між Іспанією та Великою Британією, зокрема між Іспанією та членами делегованих шотландських установ, оскільки Шотландія більше залежить від риболовлі, ніж решта Великої Британії.

## Міграція
Під час перепису населення 2001 р. у Великій Британії було зафіксовано 54 482 осіб, які народилися в Іспанії. Для порівняння, за підрахунками, в Іспанії проживає 990 000 британців. З них, за даними Бі-бі-сі, і всупереч поширеній думці, лише близько 21,5% старше 65 років. У 2011 році іспанська міграція до Великої Британії зросла на 85%. Що стосується 2012 року, то було зафіксовано, що у Сполученому Королівстві проживає 69 097 людей, які народилися в Іспанії. З іншого боку, за той же період в Іспанії проживало 397 535 людей, які народилися в Британії.

## Міста-побратими
Нижче наведено список міст-побратимів Великої Британії та Іспанії.
- Кармартен, Кармартеншир та Ас Понтес, Галісія
- Чешем, Бакінгемшир та Арчена, Мурсія
- Единбург, Лотіан і Кастилія і Сеговія, Кастилія і Леон
- Глазго, Великий Глазго і Барселона, Каталонія
- Кілмарнок, Східний Ейршир та Санта-Колома-де-Граменет, Каталонія
- Лімінгтон, Гемпшир і Ла-Манча Альманса, Кастилія-Ла-Манча
- Манчестер, Великий Манчестер та Кордова, Андалусія
- Нунітон і Бедворт, Уорікшир і  Ла-Манча Гвадалахара, Кастилія-Ла-Манча
- Пітерборо, Кембриджшир та Алькала-де-Енарес, Мадрид
- Плімут, Девон і Сан-Себастьян, Країна Басків
- Шерборн, Дорсет та Альтеа, Валенсія
- Стаффорд, Стаффордшир та  Таррагона, Каталонія
- Тотнес, Девон та Санта-Фе, Андалусія

## Посольства
Посольство Іспанії розташоване в Лондоні, Велика Британія. Посольство Великої Британії працює в Мадриді, Іспанія.